# Schoorldam
Schoorldam est un village situé dans les communes néerlandaises de Schagen et de Bergen, dans la province de la Hollande-Septentrionale. En 2007, le village comptait 120 habitants.
Le village est coupé en deux par le Canal de la Hollande-Septentrionale. La partie orientale fait partie de la commune de Harenkarspel, la partie occidentale de Bergen